# Cratere Lodurr
Lodurr è un cratere sulla superficie di Callisto.